# Rallye de Finlande 2010
Le Rallye de Finlande 2010 est le 8e rallye du championnat du monde des rallyes 2010.

## Résultats
| Rang              | Pilote               | Copilote            | Numéro            | Voiture                       | Écurie                   | Temps             | Écart             | Points            |
| Toutes catégories | Toutes catégories    | Toutes catégories   | Toutes catégories | Toutes catégories             | Toutes catégories        | Toutes catégories | Toutes catégories | Toutes catégories |
| ----------------- | -------------------- | ------------------- | ----------------- | ----------------------------- | ------------------------ | ----------------- | ----------------- | ----------------- |
| 1.                | Jari-Matti Latvala   | Miikka Anttila      | 4                 | Ford Focus RS WRC 09          | BP Ford Abu Dhabi WRT    | 2 h 31 min 29 s 6 |                   | 25                |
| 2.                | Sébastien Ogier      | Julien Ingrassia    | 2                 | Citroën C4 WRC                | Citroën Total WRT        | 2 h 31 min 39 s 7 | 10 s 1            | 18                |
| 3.                | Sébastien Loeb       | Daniel Elena        | 1                 | Citroën C4 WRC                | Citroën Total WRT        | 2 h 31 min 55 s 6 | 26 s 0            | 15                |
| 4.                | Petter Solberg       | Chris Patterson     | 11                | Citroën C4 WRC                | Petter Solberg WRT       | 2 h 32 min 00 s 3 | 30 s 7            | 12                |
| 5.                | Dani Sordo           | Marc Martí          | 7                 | Citroën C4 WRC                | Citroën Junior Team      | 2 h 33 min 14 s 6 | 1 min 45 s 0      | 10                |
| 6.                | Matthew Wilson       | Scott Martin        | 5                 | Ford Focus RS WRC 08          | M-Sport Stobart Ford WRT | 2 h 37 min 13 s 3 | 5 min 43 s 7      | 8                 |
| 7.                | Mads Østberg         | Jonas Andersson     | 15                | Subaru Impreza WRC 2006       | Adapta Motorsport        | 2 h 37 min 20 s 4 | 5 min 50 s 8      | 6                 |
| 8.                | Juha Kankkunen       | Juha Repo           | 12                | Ford Focus RS WRC 08          | M-Sport Stobart Ford WRT | 2 h 39 min 18 s 6 | 7 min 49 s 0      | 4                 |
| 9.                | Juho Hänninen        | Mikko Markkula (fi) | 51                | Škoda Fabia S2000             | Juho Hänninen            | 2 h 40 min 34 s 6 | 9 min 05 s 0      | 2                 |
| 10.               | Per-Gunnar Andersson | Anders Fredriksson  | 53                | Škoda Fabia S2000             | RUFA Sport               | 2 h 41 min 45 s 3 | 10 min 15 s 7     | 1                 |
| S-WRC             |                      |                     |                   |                               |                          |                   |                   |                   |
| 1. (9.)           | Juho Hänninen        | Mikko Markkula (fi) | 51                | Škoda Fabia S2000             | Juho Hänninen            | 2 h 40 min 34 s 6 |                   | 25                |
| P-WRC             |                      |                     |                   |                               |                          |                   |                   |                   |
| 1. (18.)          | Ott Tänak            | Kuldar Sikk         | 40                | Mitsubishi Lancer Evolution X | Pirelli Star Driver      | 2 h 46 min 50 s 5 |                   | 25                |

## Spéciales chronométrées
| Étape          | Spéciale | Heure    | Nom          | Distance | Vainqueur          | Temps         | Leader             |
| -------------- | -------- | -------- | ------------ | -------- | ------------------ | ------------- | ------------------ |
| 1 (29 juillet) | SS1      | 18 h 45  | Laajavuori 1 | 4,19 km  | Petter Solberg     | 2 min 33 s 2  | Petter Solberg     |
| 2 (30 juillet) | SS2      | 07 h 42  | Urria 1      | 12,75 km | Mikko Hirvonen     | 5 min 55 s 8  | Mikko Hirvonen     |
| 2 (30 juillet) | SS3      | 08 h 40  | Jukojarvi 1  | 22,29 km | Mikko Hirvonen     | 10 min 33 s 7 | Mikko Hirvonen     |
| 2 (30 juillet) | SS4      | 10 h 06  | Urria 2      | 12,75 km | Sébastien Ogier    | 5 min 52 s 9  | Petter Solberg     |
| 2 (30 juillet) | SS5      | 11 h 04  | Jukojarvi 2  | 22,29 km | Daniel Sordo       | 10 min 28 s 7 | Petter Solberg     |
| 2 (30 juillet) | SS6      | 13 h 58  | Lankamaa     | 24,87 km | Jari-Matti Latvala | 12 min 03 s 3 | Petter Solberg     |
| 2 (30 juillet) | SS7      | 15 h 01  | Sirkkamaki 1 | 6,45 km  | Jari-Matti Latvala | 3 min 04 s 4  | Jari-Matti Latvala |
| 2 (30 juillet) | SS8      | 15 h 36  | Myhinpaa 1   | 15,52 km | Sébastien Loeb     | 7 min 07 s 8  | Jari-Matti Latvala |
| 2 (30 juillet) | SS9      | 17 h 27  | Sirkkamaki 2 | 6,45 km  | Jari-Matti Latvala | 3 min 01 s 4  | Jari-Matti Latvala |
| 2 (30 juillet) | SS10     | 18 h 02  | Myhinpaa 2   | 15,52 km | Sébastien Loeb     | 6 min 59 s 8  | Jari-Matti Latvala |
| 2 (30 juillet) | SS11     | 20 h 00  | Laajavuori 2 | 4,19 km  | Petter Solberg     | 2 min 35 s 1  | Jari-Matti Latvala |
| 3 (31 juillet) | SS12     | 07 h 33  | Kolonkulma   | 10,35 km | Sébastien Ogier    | 5 min 06 s 4  | Jari-Matti Latvala |
| 3 (31 juillet) | SS13     | 08 h 01  | Vaarinmaja   | 29,29 km | Sébastien Loeb     | 14 min 46 s 9 | Jari-Matti Latvala |
| 3 (31 juillet) | SS14     | 09 h 44  | Surkee 1     | 19,59 km | Jari-Matti Latvala | 9 min 56 s 4  | Jari-Matti Latvala |
| 3 (31 juillet) | SS15     | 11 h 59  | Leustu 1     | 21,35 km | Sébastien Loeb     | 10 min 08 s 8 | Jari-Matti Latvala |
| 3 (31 juillet) | SS16     | 12 h 46  | Himos 1      | 20,63 km | Sébastien Loeb     | 10 min 28 s 5 | Jari-Matti Latvala |
| 3 (31 juillet) | SS17     | 14 h 03  | Surkee 2     | 19,59 km | Sébastien Ogier    | 9 min 53 s 6  | Jari-Matti Latvala |
| 3 (31 juillet) | SS18     | Leustu 2 | Moselwein 2  | 21,35 km | Jari-Matti Latvala | 9 min 59 s 9  | Jari-Matti Latvala |
| 3 (31 juillet) | SS19     | 17 h 10  | Himos 2      | 20,63 km | Sébastien Ogier    | 10 min 15 s 7 | Jari-Matti Latvala |

## Classements au championnat après l'épreuve

### Classement pilotes
| Classement pilotes | Classement pilotes   | Classement pilotes | Classement pilotes | Classement pilotes | Classement pilotes | Classement pilotes | Classement pilotes | Classement pilotes | Classement pilotes | Classement pilotes | Classement pilotes | Classement pilotes | Classement pilotes | Classement pilotes | Classement pilotes |
| Rang               | Pilote               | Rallyes            | Rallyes            | Rallyes            | Rallyes            | Rallyes            | Rallyes            | Rallyes            | Rallyes            | Rallyes            | Rallyes            | Rallyes            | Rallyes            | Rallyes            | Total points       |
| Rang               | Pilote               | SUE                | MEX                | JOR                | TUR                | NZL                | POR                | BUL                | FIN                | GER                | JPN                | FRA                | ESP                | GBR                | Total points       |
| ------------------ | -------------------- | ------------------ | ------------------ | ------------------ | ------------------ | ------------------ | ------------------ | ------------------ | ------------------ | ------------------ | ------------------ | ------------------ | ------------------ | ------------------ | ------------------ |
| 1er                | Sébastien Loeb       | 18                 | 25                 | 25                 | 25                 | 15                 | 18                 | 25                 | 15                 | -                  | -                  | -                  | -                  | -                  | 166                |
| 2e                 | Sébastien Ogier      | 10                 | 15                 | 8                  | 12                 | 18                 | 25                 | 12                 | 18                 | -                  | -                  | -                  | -                  | -                  | 118                |
| 3e                 | Jari-Matti Latvala   | 15                 | 10                 | 18                 | 4                  | 25                 | Ab.                | 8                  | 25                 | -                  | -                  | -                  | -                  | -                  | 105                |
| 4e                 | Petter Solberg       | 2                  | 18                 | 15                 | 18                 | Ab.                | 10                 | 15                 | 12                 | -                  | -                  | -                  | -                  | -                  | 90                 |
| 5e                 | Mikko Hirvonen       | 25                 | 12                 | 0                  | 15                 | 12                 | 12                 | 10                 | Ab.                | -                  | -                  | -                  | -                  | -                  | 86                 |
| 6e                 | Daniel Sordo         | 12                 | 0                  | 12                 | Ab.                | 10                 | 15                 | 18                 | 10                 | -                  | -                  | -                  | -                  | -                  | 77                 |
| 7e                 | Matthew Wilson       | 6                  | 0                  | 10                 | 6                  | 8                  | 8                  | 2                  | 8                  | -                  | -                  | -                  | -                  | -                  | 48                 |
| 8e                 | Federico Villagra    | -                  | 6                  | 6                  | 8                  | 2                  | 4                  | -                  | -                  | -                  | -                  | -                  | -                  | -                  | 26                 |
| 9e                 | Henning Solberg      | 8                  | 8                  | 2                  | 0                  | 6                  | Ab.                | 1                  | Ab.                | -                  | -                  | -                  | -                  | -                  | 25                 |
| 10e                | Mads Østberg         | 4                  | -                  | -                  | -                  | -                  | 6                  | -                  | 6                  | -                  | -                  | -                  | -                  | -                  | 16                 |
| 11e                | Kimi Räikkönen       | 0                  | Ab.                | 4                  | 10                 | -                  | 1                  | 0                  | 0                  | -                  | -                  | -                  | -                  | -                  | 15                 |
| 12e                | Per-Gunnar Andersson | 1                  | -                  | 0                  | -                  | -                  | 0                  | 6                  | 1                  | -                  | -                  | -                  | -                  | -                  | 8                  |
| 13e                | Xavier Pons          | -                  | 4                  | 1                  | -                  | 1                  | 0                  | -                  | -                  | -                  | -                  | -                  | -                  | -                  | 6                  |
| 15e                | Jari Ketomaa         | -                  | -                  | 0                  | -                  | 4                  | 0                  | -                  | Ab.                | -                  | -                  | -                  | -                  | -                  | 4                  |
| 15e                | Frigyes Turan        | -                  | -                  | -                  | -                  | -                  | -                  | 4                  | -                  | -                  | -                  | -                  | -                  | -                  | 4                  |
| 15e                | Juha Kankkunen       | -                  | -                  | -                  | -                  | -                  | -                  | -                  | 4                  | -                  | -                  | -                  | -                  | -                  | 4                  |
| 18e                | Martin Prokop        | 0                  | 2                  | -                  | -                  | 0                  | -                  | -                  | 0                  | -                  | -                  | -                  |                    | -                  | 2                  |
| 18e                | Dennis Kuipers (en)  | 0                  | -                  | -                  | 2                  | -                  | 0                  | 0                  | Ab.                | -                  | -                  | -                  | -                  | -                  | 2                  |
| 18e                | Khalid Al-Quassimi   | 0                  | -                  | -                  | -                  | -                  | 2                  | -                  | Ab.                | -                  | -                  | -                  | -                  | -                  | 2                  |
| 18e                | Juho Hanninen        | -                  | -                  | -                  | -                  | -                  | Ab.                | -                  | 2                  | -                  | -                  | -                  | -                  | -                  | 2                  |
| 19e                | Armindo Araujo       | 0                  | 1                  | 0                  | -                  | -                  | 0                  | -                  | -                  | -                  | -                  | -                  | -                  | -                  | 1                  |
| 19e                | Aaron Burkart        | -                  | -                  | -                  | 1                  | -                  | 0                  | -                  | -                  | -                  | -                  | -                  | -                  | -                  | 1                  |

| Couleur | Résultat                                                         |
| ------- | ---------------------------------------------------------------- |
| Or      | Vainqueur                                                        |
| Argent  | 2e place                                                         |
| Bronze  | 3e place                                                         |
| Vert    | Classé, dans les points                                          |
| Bleu    | Classé, hors des points Non classé (Nc.)                         |
| Mauve   | Abandon (Ab.) Retrait (Re.)                                      |
| Noir    | Disqualifié (Dq.)                                                |
| Blanc   | N'a pas pris le départ (Np.) Forfait (Forf.) Épreuve annulée (A) |
| Aucune  | N'a pas participé (-)                                            |

### Classement constructeurs
| Classement constructeurs | Classement constructeurs           | Classement constructeurs | Classement constructeurs | Classement constructeurs | Classement constructeurs | Classement constructeurs | Classement constructeurs | Classement constructeurs | Classement constructeurs | Classement constructeurs | Classement constructeurs | Classement constructeurs | Classement constructeurs | Classement constructeurs | Classement constructeurs |
| Rang                     | Équipe                             | Rallyes                  | Rallyes                  | Rallyes                  | Rallyes                  | Rallyes                  | Rallyes                  | Rallyes                  | Rallyes                  | Rallyes                  | Rallyes                  | Rallyes                  | Rallyes                  | Rallyes                  | Total points             |
| Rang                     | Équipe                             | SUE                      | MEX                      | JOR                      | TUR                      | NZL                      | POR                      | BUL                      | FIN                      | GER                      | JPN                      | FRA                      | ESP                      | GBR                      | Total points             |
| ------------------------ | ---------------------------------- | ------------------------ | ------------------------ | ------------------------ | ------------------------ | ------------------------ | ------------------------ | ------------------------ | ------------------------ | ------------------------ | ------------------------ | ------------------------ | ------------------------ | ------------------------ | ------------------------ |
| 1er                      | Citroën Total World Rally Team     | 30                       | 31                       | 40                       | 25                       | 30                       | 33                       | 43                       | 33                       | -                        | -                        | -                        | -                        | -                        | 265                      |
| 2e                       | BP Ford Abu Dhabi World Rally Team | 40                       | 27                       | 20                       | 24                       | 40                       | 12                       | 22                       | 25                       | -                        | -                        | -                        | -                        | -                        | 210                      |
| 3e                       | Citroën Junior Team                | 14                       | 18                       | 16                       | 27                       | -                        | 31                       | 19                       | 20                       | -                        | -                        | -                        | -                        | -                        | 145                      |
| 4e                       | Stobart M-Sport Ford Rally Team    | 14                       | 14                       | 16                       | 12                       | 18                       | 10                       | 14                       | 10                       | -                        | -                        | -                        | -                        | -                        | 108                      |
| 5e                       | Munchi's Ford World Rally Team     | -                        | 8                        | 8                        | 10                       | 6                        | 8                        | -                        | -                        | -                        | -                        | -                        | -                        | -                        | 40                       |

## Référence
- http://wrc.com